# Кайласам Балачандер
Кайласам Балачандер (англ. Kailasam Balachander, там. கைலாசம் பாலசந்தர்; 9 июля 1930 — 23 декабря 2014) — индийский режиссёр и продюсер, снимавший фильмы на тамильском, телугу, каннада, хинди и нескольких других индийских языках. На его счету около 150 кинокартин. Семикратный лауреат Filmfare Awards South за лучшую режиссуру. В 1987 году был награждён четвёртой по значимости гражданской наградой Индии Падма Шри, а в 2010 — высшей кинематографической наградой Премией имени Дадасахеба Фальке.

## Биография
Кайласам Балачандер родился 9 июля 1930 года в городке Наннилам (округ Танджор, Мадрасское президентство, Британская Индия). В 1949 году он окончил Аннамалайский университет по специальности «зоология» и в следующем году получил работу школьного учителя в городке Мутхупет. Затем он работал в канцелярии Генерального аудитора в Мадрасе (ныне Ченнаи). Ещё работая в офисе, начиная с 1960 года, он поставил несколько пьес в театре.
По одной из них, «Server Sundaram», в 1964 году режиссёрским дуэтом Кришнан-Панджу был снят одноимённый фильм на тамильском языке.
Его первым шагом в тамильской киноиндустрии было написание диалогов для фильма Dheiva Thaai, главную роль в котором сыграл популярный тамильский актёр М.Г. Рамачандран. Дебютным фильмом Балачандера в качестве режиссёра стала адаптация собственной пьесы, картина Neerkumizhi (1965). Впоследствии он снял такие хиты как Aval Oru Thodarkathai (1974, тамили), который затем был переснят им на телугу под названием Anthulaney Katha (1976), Maro Charitra (1978, телугу) и Thillu Mullu (1981, тамили). «Созданы друг для друга» (1981) сделал его известным и в Болливуде, а также принёс несколько номинаций на Filmfare Awards. В его фильмах дебютировали такие звезды как Камал Хасан, Раджникант и Пракаш Радж. Фильмы Балачандера затрагивали темы кастового разделения, половой дискриминации и политических проблем 1960-х годов. Многие из его картин были откровенно феминистскими. Arangetram, показывающий жизнь девушки-брахманки, занимающейся проституцией, чтобы обеспечивать большую семью, потряс мир тамильского кино. Его последней режиссёрской работой стал фильм «Ложь» (Poi, 2006).
Кайласам Балачандер был госпитализирован из-за связанных с возрастом заболеваний 3 декабря 2014 года и последующие дни провёл в частной больнице в Ченнаи. Во вторник 23 декабря в 18:45 у него случился сердечный приступ, который привел к смерти в 19:02.

### Личная жизнь
В 1956 году Балачандер женился на Раджам, которая родила ему в браке троих детей: двух сыновей Кайласама и Прасану и дочь Пушпу Кандасвами. Его сын Кайласам скончался от легочной инфекции 15 августа 2014 года, за несколько месяцев до смерти отца.

## Награды
- 1975 — Filmfare Awards South за лучшую режиссуру (тамили) — Aval Oru Thodar Kathai
- 1976 — Filmfare Awards South за лучшую режиссуру (тамили) — Apoorva Raagangal
- 1979 — Filmfare Awards South за лучшую режиссуру (телугу) — Maro Charitra
- 1981 — Filmfare Awards South за лучшую режиссуру (тамили) — Varumayin Niram Sivappu
- 1982 — Filmfare Awards South за лучшую режиссуру (тамили) — «Вода… Вода…»[англ.]
- 1982 — Национальная кинопремия Индии за лучший сценарий — «Вода… Вода…»[9]
- 1982 — Filmfare Award за лучший сценарий — «Созданы друг для друга»[10]
- 1985 — Filmfare Awards South за лучшую режиссуру (тамили) — Achamillai Achamillai
- 1987 — четвёртая по значимости гражданская награда Индии Падма Шри[11]
- 1990 — Filmfare Awards South за лучшую режиссуру (тамили) — Pudhu Pudhu Arthangal
- 1993 — Filmfare Awards South за лучшую режиссуру (тамили) — Vaaname Ellai
- 1993 — Filmfare Awards South за пожизненные достижения
- 2010 — Премия имени Дадасахеба Фальке[12]